# Johann Christian Starke
Johann Christian Starke, ursprünglich Starcke (* vor 1770 in Hubertusburg; † 19. Juni 1840 in Kleinlauchstädt) war ein preußischer Landrat sowie Rittergutsbesitzer.

## Leben

### Werdegang
Johann Christian Starke stammte aus Hubertusburg und war zunächst Hofmeister bei dem Freiherrn von Grote aus Livland.
1792 promovierte er an der Universität Wittenberg mit der 32-seitigen Dissertatio inauguralis in qua disquiritur an ex legibus Saxonicis praescriptione actionum personalium bona fides necessaria sit? Anschließend ließ er sich in der Messestadt Leipzig nieder.
Am 20. Juni 1795 schloss er mit dem Besitzer des Rittergutes Kleinlauchstädt, Carl Ludwig von Schenck, der seinen Lebensmittelpunkt wieder in der Altmark auf seinen beiden Gütern Böddensell und Domersleben nahm, einen Kaufvertrag. Er erwarb von ihm das Rittergut Kleinlauchstädt.
Bereits 1818 wird Starke als königlich-preußischer Landrat im neugebildeten Kreis Merseburg der 1816 gegründeten Provinz Sachsen im Regierungsbezirk Merseburg genannt. 1825 organisierte er als Landrat u. a. die Wahlen zu den Provinzialständen.
1835 wird Johann Christian Starke als Ehrenmeister der Freimaurerloge zum heiligen Kreuz in Merseburg bezeichnet. Nach schwerer Krankheit erhielt er damals von seinen Mitbrüdern ein Lied dargeboten, das auch in Druck gegeben wurde. Er gehörte den Freimaurern seit 1780 an und feierte 1830 seine 50-jährige Mitgliedschaft.
Ein Scherenschnitt von ihm befindet sich heute im Goethemuseum.

### Familie
Starke war zweimal verheiratet. Zu seinen Kindern zählt der Oberlandesgerichtsrat Moritz Bernhard Starke, der in Naumburg (Saale) tätig war.